# Плазминоген
Плазминоген - циркулирующий профермент, кодируемый геном PLG на 6-й хромосоме. Из плазминогена образуется белок плазмин, играющий важную роль в фибринолизе, а из плазмина - ангиостатин, ингибирующий рост сосудов.
Плазминоген человека синтезируется в виде единого полипептида длиной 810 аминокислот, от которого при секреции отсекается 19 аминокислот. При посттрансляционной модификации происходит N-гликозилирование плазминогена по Asn289 и O-гликозилирование по Thr346.  Таким образом, циркулирующий в организме плазминоген является гликопротеидом содержащим 791 аминокислоту, в плазме крови человека примерно в равных количествах присутствуют две гликоформы плазминогена: тип 1, гликозилированный как по Asn289, так и по Thr346 и тип 2, гликозилированный только по Thr346.
Основной орган, синтезирующий плазминоген - печень, но отмечена выработка белка и другими тканями и органами, как то надпочечники, почки, мозг, яички, сердце, лёгкие, матка, селезёнка, тимус, пищеварительный тракт, роговица.
Образование плазмина происходит при расщеплении плазминогена между аминокислотами Arg-560 и Val-561. Этот процесс  активируется урокиназным и тканевым активатором плазминогена. Данные молекулы синтезируются в организме как проферменты. Существуют и «внешние» активаторы образования плазмина - вырабатываемые бактериями стрептокиназа и стафилокиназа.

## Клиническое значение
Существует ряд вариантов и искажений гена PLG, снижающих функцию белка и вызывающих то, что принято называть недостаточностью плазминогена (OMIM 217090) или дисплазминогенемиями.